# Čaklovac
Čaklovac (Čaklovec) je utvrda u Hrvatskoj. 

## Smještaj
Nalazi se na sjevernim obroncima Psunja, na teško pristupačnoj strmini jednog brježuljka. U blizini se nalazi selo Dragović, a sjeverno od nje se nalazi cestovna prometnica koja vodi od Pakraca preko Kamengrada prema Požezi. Iz istog je razloga Čaklovec bio vrlo bitnim obrambenim objektom.

## Povijest
Pretpostavlja se da je podignuta u 13. stoljeću. Vjerojatno je pripadala ivanovcima (hospitalcima) vranskog priorata. 
Izvori iz 15. st. spominju ju pod imenom  Csáktornya. Povijesni spisi iz kasnijih vremena spominju ju i pod imenom Čakovec (istovjetno kao i hrvatski grad Čakovec!). Vremenom se došlo do današnjeg naziva. U tom istom razdoblju je sigurnost ove utvrde privukla obrtnike i trgovce, pa se tako pod utvrdom razvilo podgrađe (suburbium) koje je bilo snažno gospodarsko stjecište.
Upravno je pripadala Križevačkoj županiji, čija je bila najistočnija obrambena točka. Čaklovec je bio i mjestom najistočnijeg dosega kajkavštine u ovom dijelu Hrvatske. Nakon prvih dvaju desetljeća 16. stoljeća, mijenja vlasnika. Prvo to postaje ban Petar Keglević, zatim Franjo Tahy, pred polovicu stoljeća pala je pod tursku vlast.
Turskom vlašću Čaklovec gubi svoj gospodarski značaj i ostaje mu jedino vojni. Došao je na zao glas, jer su u njemu boravile age zla glasa zbog svoje nasilnosti i pljačkanja okolnog stanovništva. Najzloglasnijeg među njima ubio je mjesni hrvatski hajduk Franjo Ilinić.
Nakon što su Turci otišli u 17. st., značaj je vremenom opadao tako da je utvrda od onda propadala.

## Osobine
Utvrda nije očuvana u cijelosti. Djelimice se sačuvala glavna kula koja je imala pet kutova. Bila je visoka pet katova. Unutra se nalaze ostatci gotičkog interijera. Glavna kula je bila i mjestom gdje se stanovalo.
Osim ovih, sačuvale su se još neke obrambene strukture: jarke, obrambeni zidovi i opkopi. Jugoistočno od utvrde nalazi se jarak velike dubine, poduprt jakim zidom. Razlog za to je taj što je dalje prema jugoistoku je poljana s koje je najmanje teško prići ovoj utvrdi. Iz istog razloga šiljak glavne kule je usmjeren prema ovoj poljani.